# جان هاجمن
جان هاجمن (انگلیسی: John Hodgman؛ زادهٔ ۳ ژوئن ۱۹۷۱) بازیگر اهل ایالات متحده آمریکا است. وی از سال ۲۰۰۵ میلادی تاکنون مشغول فعالیت بوده‌است.
از فیلم‌ها یا برنامه‌های تلویزیونی که وی در آن نقش داشته‌است، می‌توان به اختراع دروغ، فیلم ۴۳، نمایش روزانه، معلم انگلیسی، مامان بچه، آموزش رانندگی و آوازخوان حرفه‌ای ۲ اشاره کرد.